# 褐鉄鉱

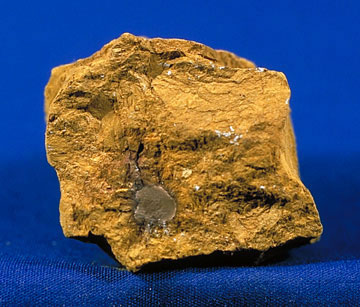
褐鉄鉱

褐鉄鉱（かってっこう、limonite）は、鉄の酸化鉱物の通称あるいは野外名。別名はリモナイト、ライモナイト。天然の錆である。
実際には吸着水や毛管水を含んだ針鉄鉱（ゲーサイト、α-FeOOH）、または鱗鉄鉱（レピドクロサイト、γ-FeOOH）の一方または両者の集合体であり、鉱物名としては褐鉄鉱は使用されていない。針鉄鉱と鱗鉄鉱は結晶構造は異なるが、産出状態も共生関係も全く同様で相伴って産出する。特に微視的な結晶の集合体のような場合には両者の判定は非常に困難であり、かつ、厳密に区別しなくてよい場合も多いため、そのような場合にしばしば褐鉄鉱の名が使われる。

## 特徴・性質
暗褐色または黒色の団塊、土状のものとして産出される。化学組成は FeO(OH)・nH2O だが、赤鉄鉱（Fe2O3）や粘土鉱物、酸化マンガン(II)などを不純物として含む。
モース硬度は4 - 5.5で、土状のものは1に近い。比重は2.9から4.3でもろい。
鉄を含んだ鉱物の風化生成物として産出され、土壌を赤く着色する。鉱床の露頭部分にある焼ケは大部分が褐鉄鉱でできている。また、鉄を含んだ温泉（鉄泉）の沈殿物としても産出される。
石英族の鉱物の内部にインクルージョンとして混入する物質の一種でもあり、インクルージョンとしての外見上は黄色～黄金色・褐色をしている。水晶の中に、針状・毛髪状・繊維状の内包物となって出現することが多い。

## 種類
団塊状で内部に空洞のあるものを鳴石、壷石といい、豆状のものを豆鉄鉱という。板状のものは鬼板といわれ、直角に交わる頁岩の節理に褐鉄鉱が沈殿したものは香合石とよばれている。また、長野県武石村で産出される黄鉄鉱仮晶のものを武石または升石という。
愛知県豊橋市の高師原で多く産出される天然記念物の高師小僧も植物の根に吸着した褐鉄鉱の集合体である。

## 用途
古くから鉄鉱石として、また黄土色の顔料として利用されている。
リモナイトは体臭や糞の臭いを減らす効能があり、家畜などにも使用されている。 近年のペットブームで犬用・猫用のおやつとして 鶏ささみ等と混ぜたもので商品化もされている。

## 産地
古くから熊本県の阿蘇で産出している。古墳から大量のベンガラが出土している。別名、「阿蘇黄土（リモナイト）」と呼ばれている。